# 1746
1746 (MDCCXLVI) a fost un an obișnuit al calendarului gregorian, care a început într-o zi de vineri.

## Evenimente
- 16 aprilie: Bătălia de la Culloden. Iacobiții sub conducerea lui Charles Eduard Stuart au fost învinși de forțele britanice conduse de Prințul William, Duce de Cumberland, în încercarea de a restaura Casa Stuart.

## Nașteri
- 30 martie: Francisco de Goya (n. Francisco José de Goya y Lucientes), pictor și grafician spaniol (d. 1828)
- 3 iulie: Sofia Magdalena a Danemarcei, soția regelui Gustav al III-lea al Suediei (d. 1813)

## Decese
- 19 martie: Marea Ducesă Anna Leopoldovna a Rusiei (n. Elisabeta Katharina Christine), 27 ani, regentă a Rusiei (n. 1718)
- 6 august: Christian al VI-lea, 46 ani, rege al Danemarcei și Norvegiei (n. 1699)